# 7 Brygada Celna
7 Brygada Celna – jednostka organizacyjna polskich formacji granicznych II Rzeczypospolitej.
W listopadzie 1921 Ministerstwo Spraw Wewnętrznych postanowiło powołać brygady celne. Dowództwo 7 Brygady Celnej rozmieszczono w Sanoku. Na stanowisko dowódcy brygady powołano ppłk. Petrykowskiego.

## Struktura organizacyjna
- dowództwo brygady[1]
- 24 batalion celny ?
- 33 batalion celny
- 37 batalion celny
- 40 batalion celny